# Habeas data
Habeas data (do latim: "que tenhas os dados") é um remédio jurídico (facultativo) disponível em certos sistemas jurídicos na formação de uma ação constitucional que pode, ou não, ser impetrada por pessoa física ou jurídica (sujeito ativo) para tomar conhecimento ou retificar as informações a seu respeito, constantes nos registros e bancos de dados de entidades governamentais ou de caráter público, bem como o direito à retificação de tais dados quando inexatos(Art. 5º, LXXII,"a", Constituição Federal do Brasil de 1988). 
Pode-se também entrar com ação de habeas data com o intuito de adicionar, retirar ou retificar informações em cadastro existente, desde que a instituição seja pública ou de caráter público. É remédio constitucional considerado personalíssimo pela maior parte da doutrina, ou seja, só pode ser impetrado por aquele que é o titular dos dados questionados. Todavia, a jurisprudência admite que determinadas pessoas vinculadas ao indivíduo tenham legitimidade (cônjuge, ascendente, descendente e irmã ou irmão).
Tem fundamentos, sem instrumentalização processual, na Constituição portuguesa de 1976 (art. 35), e na Constituição da Espanha de 1978 (art. 105, "b"). Nos Estados Unidos, o Freedom of Information Act de 1974, alterado pelo Freedom of Information Reform Act de 1978, permite o acesso à particulares às informações de registros e bancos de dados públicos. O Habeas data recorreu da apropriação indevida, pelo governo, de informações sigilosas sobre a pessoa, das quais resultavam limitações direcionadas..

## No Brasil
O Habeas data será concedido para proteger o direito do impetrante em ter conhecimento de informações e registro relativos a sua pessoa, desde que esgotada as vias administrativas para que se obtenha as informações desejadas.
É necessário que os dados sejam pessoais, é dizer, definidores da situação da pessoa nas diversas searas da sua existência, isto é, quanto à religião, ideologia ou situação econômica e profissional. Contudo, é de se ressaltar que, se não houver uma séria justificativa a legitimar a posse pela administração destes dados, eles serão lesivos ao direito à intimidade assegurado no inc. X do art. 5.o da Constituição Federal. Em princípio, portanto, não há possibilidade de registro público de dados relativos à intimidade da pessoa. Seria um manifesto contrassenso que houvesse o asseguração constitucional do direito à intimidade, mas que concomitantemente o próprio Texto Constitucional estivesse a permitir o arquivamento de dados relativos à vida íntima da pessoa, salvo nos casos em que isso se faça necessário.
Habeas data é ação mandamental, sumária e especial, destinada à tutela dos direitos do cidadão a frente dos bancos de dados públicos ou que exerçam tais funções, a fim de permitir o fornecimento e o acesso das informações registradas, bem como sua retificação, em caso de não corresponder à verdade, quando não se prefira fazê-lo por processo sigiloso, judicial ou administrativo. O direito a informação e o seu rito processual é regulado pela lei 9.507/1997.
Nesta lei pode-se extrair a recusa objetiva e a presumida. Esta última ocorrerá quando for solicitado o acesso à informação ao agente público, e o mesmo não a disponibilizar ou justificar dentro do prazo de 15 dias, já informação ou anotação estabelece um prazo de 10 dias.

### Utilização dohabeas data
Segundo a ementa de acórdão do Tribunal Pleno do STF, relatado pelo Ministro Celso de Mello, o Habeas data é um importante instrumento de ativação da jurisdição constitucional das liberdades, a qual representa, no plano institucional, a mais expressiva reação jurídica do Estado às situações que lesem, efetiva ou potencialmente, os direitos fundamentais da pessoa, quaisquer que sejam as dimensões em que estes se projetem. -O acesso ao Habeas data pressupõe, dentre outras condições de admissibilidade, a existência do interesse de agir. Ausente o interesse legitimador da ação, torna-se inviável o exercício desse remédio constitucional.

## Ohabeas datana Angola
O Habeas data pode ser encontrado na Constituição da República de Angola (fevereiro de 2010), no seu Artigo 69.